# Eucyclops nubicus
Eucyclops nubicus is een eenoogkreeftjessoort uit de familie van de Cyclopidae. De wetenschappelijke naam van de soort is voor het eerst geldig gepubliceerd in 1922 door Chappuis.